# Karaman (district)
Karaman is een Turks district in de provincie Karaman en telt 160.179 inwoners (2007). Het district heeft een oppervlakte van 3685,7 km². Hoofdplaats is Karaman.
De bevolkingsontwikkeling van het district is weergegeven in onderstaande tabel.
| 1997    | 2000    | 2007    |
| ------- | ------- | ------- |
| 149.956 | 152.450 | 160.179 |